# International AIDS Society
Pour les articles homonymes, voir IAS.
L'International AIDS Society (IAS), parfois appelée en français Société internationale sur le sida, est une association de professionnels de la lutte contre le virus de l'immunodéficience humaine (VIH), fondée en 1988 et basée à Genève.

## Description
Indépendante, en 2014 elle compte 16 000 membres, issus de 196 pays, travaillant à tous les niveaux de la lutte contre le SIDA : chercheurs, cliniciens, personnels hospitaliers, éducateurs, avocats, politiques, patients, etc. Elle organise la Conférence internationale bisannuelle sur le SIDA.

## Conférences
Les Conférences internationales qu'organise l'International AIDS Society sont les conférences les plus fréquentées au monde sur le VIH et le sida. Ces conférences ont commencé en 1985 à Atlanta, en Géorgie, aux États-Unis. Elles furent annuelles jusqu'en 1994, ensuite bisannuelles.

### Liste de ces conférences internationales sur le sida
Voici la liste de ces conférences internationales sur le sida, qui se sont déroulées, celles programmées, ainsi qu’à venir et leur lieu et leur thème :
| №     | Année | Lieu                      | Thème                                                 |
| ----- | ----- | ------------------------- | ----------------------------------------------------- |
| I     | 1985  | Atlanta, États-Unis       | (pas de thème)                                        |
| II    | 1986  | Paris, France             | (pas de thème)                                        |
| III   | 1987  | Washington, États-Unis    | (pas de thème)                                        |
| IV    | 1988  | Stockholm, Suède          | (pas de thème)                                        |
| V     | 1989  | Montréal, Canada          | The Scientific and Social Challenge of AIDS           |
| VI    | 1990  | San Francisco, États-Unis | AIDS in the Nineties: From Science to Policy          |
| VII   | 1991  | Florence, Italie          | Science Challenging AIDS                              |
| VIII  | 1992  | Amsterdam, Pays-Bas       | A World United Against AIDS                           |
| IX    | 1993  | Berlin, Allemagne         | (pas de thème)                                        |
| X     | 1994  | Yokohama, Japon           | The Global Challenge of AIDS: Together for the future |
| XI    | 1996  | Vancouver, Canada         | One World One Hope                                    |
| XII   | 1998  | Genève, Suisse            | Bridging the Gap                                      |
| XIII  | 2000  | Durban, Afrique du Sud    | Breaking the Silence                                  |
| XIV   | 2002  | Barcelone, Espagne        | Knowledge and Commitment for Action                   |
| XV    | 2004  | Bangkok, Thaïlande        | Access for All                                        |
| XVI   | 2006  | Toronto, Canada           | Time to Deliver                                       |
| XVII  | 2008  | Mexico, Mexique           | Universal Action Now                                  |
| XVIII | 2010  | Vienne, Autriche          | Rights Here, Right Now                                |
| XIX   | 2012  | Washington, États-Unis    | Turning the Tide Together                             |
| XX    | 2014  | Melbourne, Australie      | Stepping up the Pace (Accélérer le rythme)            |
| XXI   | 2016  | Durban, Afrique du Sud    | (pas encore annoncé)                                  |
| XXII  | 2017  | Paris, France             |                                                       |
| XXIII | 2018  | Amsterdam, Pays-Bas       |                                                       |
| XXIV  | 2019  | Mexico, Mexique           |                                                       |

## Présidents
- Peter Piot : 1991 à 1994
- Joep Lange : 2002 à 2004
- Mark Wainberg : 1998 à 2000
- Helene D. Gayle
- Françoise Barré-Sinoussi[4] : 2012 à 2014
- Chris Beyrer : 2014 à 2016